# Der Totgeglaubte – Eine wahre Geschichte
Der Totgeglaubte – Eine wahre Geschichte ist ein Roman des US-amerikanischen Autors Michael Punke, welcher 2015 in der Übersetzung von Ulrike Wasel und Klaus Timmermann im Malik Verlag in deutscher Sprache erschienen ist. Im Original wurde das Buch bereits 2002 unter dem Titel The Revenant: A Novel of Revenge bei Carroll & Graf, New York veröffentlicht.

## Handlung
Der Roman bezieht sich auf Expedition der legendären Pelzhandelsgesellschaft Rocky Mountain Fur Company in den Jahren 1823–24, bei welcher von St. Louis aus, das Gebiet des Missouri River bis zu den Rocky Mountains für den Pelzhandel erschlossen werden sollte, um vom Handel mit den Indianern unabhängig zu werden. Innerhalb dieser Trapper-Expedition behandelt der Autor insbesondere die Legende um Hugh Glass. Glass, der als erfahrener Abenteurer dargestellt wird, war insbesondere dafür eingeteilt, in dem nicht ungefährlichen Indianergebiet, Verpflegung für die umfangreiche Männergruppe zu erjagen. Bei einem dieser Jagdeinsätze wird Glass von einer Grizzlybärin angefallen und schwer an Rücken, Hals und Gesicht verletzt. Zwar wird er vom Leiter der Expeditionsgruppe Captain Andrew Henry medizinisch versorgt, aber man rechnet damit, dass er diese Verletzungen nicht überleben wird. Da die Expeditionsgruppe bis zum Einbruch des Winters ein bestimmtes Fort in der Nähe der Rocky Mountains erreichen möchte, wird der Schwerverletzte Glass unter Aufsicht von den beiden Expeditionsmitgliedern, John Fitzgerald und Jim Bridger, zurückgelassen. Während sich Bridger um den Verletzten kümmert, scheint es Fitzgerald nur um die versprochene Prämie zu gehen und er möchte so schnell wie möglich der Expeditionsgruppe folgen. Als sie einige Krieger, von den im Buch als sehr räuberisch dargestellten Indianerstamm der Arikaree erspähen, flüchten sie, nicht ohne das Gewehr sowie Jagdmesser des Schwerverletzten mitzunehmen und ihn seinem Schicksal zu überlassen. Die Arikaree entdecken die Spur eines Bären und folgen dieser, ohne den Verletzten zu entdecken. Erstmal kriechend und sich von Pflanzen ernährend, bewegt sich Glass fort. Um zu Kräften zu kommen, reicht seine pflanzliche Ernährung nicht aus und so versucht er mit selbstgebauten Fallen Kleintiere wie Mäuse zu fangen. Eine Gelegenheit an stärkende Nahrung zu kommen ergibt sich, als er eine Bisonherde entdeckt. Dort wird ein junger Bison von einer Gruppe Wölfe attackiert, welche den Bison auch töten. Obwohl es für ihn lebensgefährlich ist, da die Wölfe auch ihn attackieren könnten, versucht er unbedingt an das Fleisch dieses erlegten Bisons zu kommen. Mit einem brennenden Ast will er die Wölfe vertreiben, was auch gelingt. Mittlerweile kann sich Glass auf einen Stock stützend, auch laufend fortbewegen. Auf seinem Weg entdeckt er ein ausgebranntes Indianerdorf, in welchem sich noch eine alte, blinde und kranke Arikaree-Indianerin befindet. Er tötet einen in dem Lager herumstreuenden Hund und kocht aus dem Fleisch des Hundes eine Suppe. Mit dieser füttert er auch die alte Indianerin. Am nächsten Morgen ist die Indianerin gestorben. In dem Moment, als er für die Tote ein Grab errichtet, kommen drei Sioux-Indianer in das Dorf geritten und nehmen Glass mit. Im Heimatdorf der Sioux angekommen, behandelt ein Medizinmann seinen durch die eitrigen Wunden von Würmern befallenden Rücken. Nachdem er wieder gesund ist, wird er von einem der Sioux zum Fort Kiowa am Missouri gebracht.
Als sich im Fort eine Gruppe von Männern zu einer Expedition zusammenfindet, welche mit dem Boot auf dem Missouri in Richtung der Rocky Mountains fahren wollen, um Handelskontakte mit den Mandan aufzunehmen, schließt sich Glass diesen wieder als Jäger an. Ihm geht es nicht um den Handel, sondern er möchte die Gruppe von Captain Henry erreichen, um sich an Fitzgerald und Bridger zu rächen. Noch bevor sie den Standort der Mandan erreichen, wird die Gruppe von Arikaree angegriffen. Glass kann bei dem Angriff flüchten und versucht nun alleine zum Fort der Captain Henry Gruppe zu gelangen. Obwohl inzwischen der Winter angebrochen und er in einem massiven Schneesturm ausgesetzt ist, kann er das Fort mit letzter Kraft erreichen. Hier trifft Glass Bridger wieder, welchen er verprügelt, was Bridger ohne Gegenwehr mit sich geschehen lässt. Als andere Männer eingreifen wollen, verhindert Captain Henry dies, weil er es als eine Angelegenheit dieser beiden Trapper betrachtet. Fitzgerald hatte sich schon vorher von der Expeditionsgruppe abgesetzt und diese dabei auch bestohlen.
Insgesamt zeigt sich, dass die ganze Expedition nicht so verläuft wie gewünscht. Das Fort, welches man erreichen wollte, konnte sich selber kaum versorgen und wollte die Expeditionsgruppe nicht aufnehmen. So zog die Gruppe um Captain Henry weiter und baute als Schutz vor dem Winter ein eigenes Fort – das Fort am Big Horn. Aber auch mit dem eigentlichen Ziel der Pelztierjagd konnte man bisher keine positiven Ergebnisse erzielen. Captain Henry möchte eine Mitteilung über die Situation der Company an den Gründer der Organisation zu William Henry Ashley nach St. Louis senden. Eine aus 4 Personen bestehende Gruppe soll diese Botschaft an Ashley übermitteln, Glass lässt sich als Mitglied dieser Gruppe berufen, weil er hofft, dabei auch Fitzgerald zu treffen. Auf dem Weg nach St. Louis werden jedoch dieser Gruppe in einer Nacht von den Shoshonen die Pferde gestohlen und auch der Wachposten getötet. Die restlichen 3 begegnen jedoch einer Bisonherde, können einige dieser Tiere töten und sich aus dem Fell dieser Tiere ein Boot bauen und so versuchen über den Missouri ihr Ziel zu erreichen. Aber auch auf dem Fluss werden sie wieder von Arikaree Indianern angegriffen und nur Glass kann diesem Angriff lebend entkommen. Wenig später wird er dann von einer Patrouille der US Army vom Fort Atkinson entdeckt. Auf diesem Fort hält sich auch John Fitzgerald auf, welcher auf seiner Flucht von der Expeditionsgruppe auch an diesen Ort gelangte. Er hatte dort mit Mitgliedern der Armee gespielt und musste sich nach seiner Niederlage als Soldat verpflichten. Glass attackiert Fitzgerald direkt, wird aber von Mitgliedern der Armee festgesetzt, welche diesen Fall vor ein Militärgericht auf dem Fort bringen möchten. Bei der Verhandlung schiebt Fitzgerald alle Schuld auf Bridger und wird nur zum Einbehalt seines Solds für 3 Monate verurteilt. Glass kann gegen dieses für ihn natürlich völlig unzureichende Urteil nichts unternehmen und zieht nach St. Louis weiter.

## Hintergrund
Der Roman basiert auf realen Ereignissen und Personen, so dass der Autor auch im Anhang die dokumentierten Informationen zu den handelnden Personen darlegt. Dabei erfährt man, dass Jim Bridger ein berühmter Trapper war, welcher 1881 verstorben ist. Hugh Glass wurde weiterhin als Jäger engagiert und bei einem Arikaree Angriff 1833 getötet. Über das Leben von John Fitzgerald hingegen gibt es wenig belegbare Informationen.
Der 1964 geborene Autor Michael Punke ist studierter Jurist und war in der Zeit der Veröffentlichung des Romans 2002 als Dozent an der University of Montana tätig. Später wechselte er als Mitglied der Demokratischen Partei in die Politik. So war er bei der Veröffentlichung der Verfilmung seines Romans 2015 für die Regierung Obama als US-Botschafter bei der Welthandelsorganisation aktiv.

## Hauptpersonen
Folgende Personen spielen im Roman eine entscheidende Rolle:

### Hugh Glass
War insbesondere als Jäger für die Expedition der Rocky Mountains fur Company engagiert. Der in Philadelphia geborene Glass sollte nach dem Willen seines Vaters eigentlich Jurist werden. Dies war Glass aber zu langweilig und er schloss sich einer Handelsgesellschaft an, welche unter anderem auch Handel mit Kuba betrieb. Auf einer dieser Schiffsfahrten zu der Karibik-Insel wurde sein Schiff vom legendären Piraten Jean Laffite überfallen. Um dem Todesurteil zu entgehen, schließt sich Glass den Piraten an, flüchtet jedoch bald und versucht sich von Texas aus wieder bis nach Philadelphia durchzuschlagen. Auf dem Weg wird er von Pawnee gefangen genommen und kann nur knapp einer Hinrichtung durch die Indianer entgehen. Ein Jahr lang wird er bei dem Indianerstamm bleiben und viel vom Überlebenskampf in der Wildnis von ihnen lernen. Als er zufällig nach St. Louis kommt, erfährt er, dass seine damalige Geliebte in Philadelphia an einer Krankheit verstorben ist. So beschließt er nicht dorthin zurückzukehren und dem Expeditionsaufruf der Rocky Mountains fur Company zu folgen.

### John Fitzgerald
Wird im Roman als gewissenloser Verbrecher beschrieben, welcher aus New Orleans stammte und dort auf Grund von Eifersucht eine Prostituierte töte. Daraufhin floh er in andere Städte der USA, wobei er weiterhin durch Unterschlagung von Geld auffiel und deshalb immer wieder seine Wohnorte wechselte. Durch die Teilnahme an der Expedition der Company versuchte er seinen Gläubigern zu entkommen.

### Jim Bridger
Der zum Zeitpunkt der Expedition mit 19 Jahren noch sehr junge Trapper wurde in Virginia geboren, zog aber bald mit seinen Eltern in die Nähe von St. Louis. Seine Eltern sterben, als er 12 Jahre alt ist, so dass er sich schon in diesem Alter um den Lebensunterhalt für sich und seine Schwester sorgen muss. Er nimmt verschiedene Arbeiten an und sieht die Expedition als eine gute Gelegenheit der harten Arbeit in einer Schmiede zu entkommen.

### Andrew Henry
Er war der Expeditionsleiter und zusammen mit Wilhelm Henry Ashley der Gründer der Rocky Mountains fur Company. Henry hatte vorher schon mehrere Expeditionen dieser Art geleitet und war auch im Britisch-Amerikanischen Krieg von 1812 bis 1814 für die United States Army aktiv.

## Rezeption
Von dem Abenteuerroman wurden nach seiner Veröffentlichung bei Carroll & Graf im Jahre 2002 ca. 15.000 Bücher in den USA verkauft. Nachdem er als Vorlage für den Film The Revenant – Der Rückkehrer im Jahre 2015 beim Verlag Picador (gehört zur Holtzbrinck Verlagsgruppe) erneut publiziert worden war, verkaufte sich der Roman mehr als 500.000 Mal und konnte sich Anfang 2016 auf Platz 3 der The New York Times Best Seller list platzieren.
In den Besprechungen zum Buch findet Britta Bode in der Berliner Morgenpost die Motivation der Männer, welche sich den Gefahren des Vordringens in den Wilden Westen stellen, aufgezeigt und für Klaas Mucke im Weser-Kurier werden die Werte des Zusammen- und Überlebens in der Pionierzeit Amerikas beschrieben. In Bewertungsportalen wird dem Roman eine authentische, detailgetreue Darstellung attestiert und dieser als anspruchsvolle amerikanische Westernliteratur bezeichnet. Dabei wird auf die Unterschiede in der Verfilmung und deren gewaltgesättigte Bildsprache im Vergleich zum sachlichen Stil des Romans hingewiesen.